# Romance wo Katatte / Towa no Uta
Singles de Berryz Kōbō
Ai wa Itsumo Kimi no Naka ni (...)
(2014)
Romance wo Katatte / Towa no Uta (ロマンスを語って / 永久の歌) est le titre officiel du 36e single du groupe Berryz Kōbō (en excluant les collaborations) ; certaines éditions sont titrées inversement Towa no Uta / Romance wo Katatte (永久の歌 / ロマンスを語って).

## Production
Le single, écrit, composé et produit par Tsunku, sort au format CD le 12 novembre 2014 au Japon sur le label Piccolo Town, cinq mois après le précédent single du groupe, Ai wa Itsumo Kimi no Naka ni / Futsū, Idol 10nen Yatterannai Desho!?. Il atteint la 2e place du classement des ventes hebdomadaire de l'Oricon. C'est alors le single le mieux classé et le plus vendu du groupe, et ce dès sa première semaine de mise en vente.
Comme les quatre précédents, c'est un single "double face A" contenant deux chansons principales (Romance wo Katatte et Towa no Uta) ainsi que leurs versions instrumentales ; le groupe avait déjà sorti trois singles de ce type en 2009-2010.
Il sort en deux éditions régulières notées "A" et "B", avec des pochettes différentes, ainsi qu'en quatre éditions limitées notées "A", "B", "C", et "D", avec des pochettes différentes et un DVD différent en supplément. L'ordre des titres est inversé sur la moitié des éditions : les éditions régulière "A" et limitées "A" et "C" débutent par Romance wo Katatte avec des DVD consacrés à cette chanson, tandis que les éditions régulière "B" et limitées "B" et "D" débutent par Towa no Uta avec des DVD consacrés à cette chanson et sont inversement titrées Towa no Uta / Romance wo Katatte.
C'est le dernier single du groupe avant la suspension de ses activités en mars 2015. Les deux chansons du disque ne figureront sur aucun album régulier, mais seront en revanche incluses dans le coffret compilation Kanjuku Berryz Kōbō The Final Completion Box qui sortira en janvier 2015, ultime sortie du groupe.

## Formation

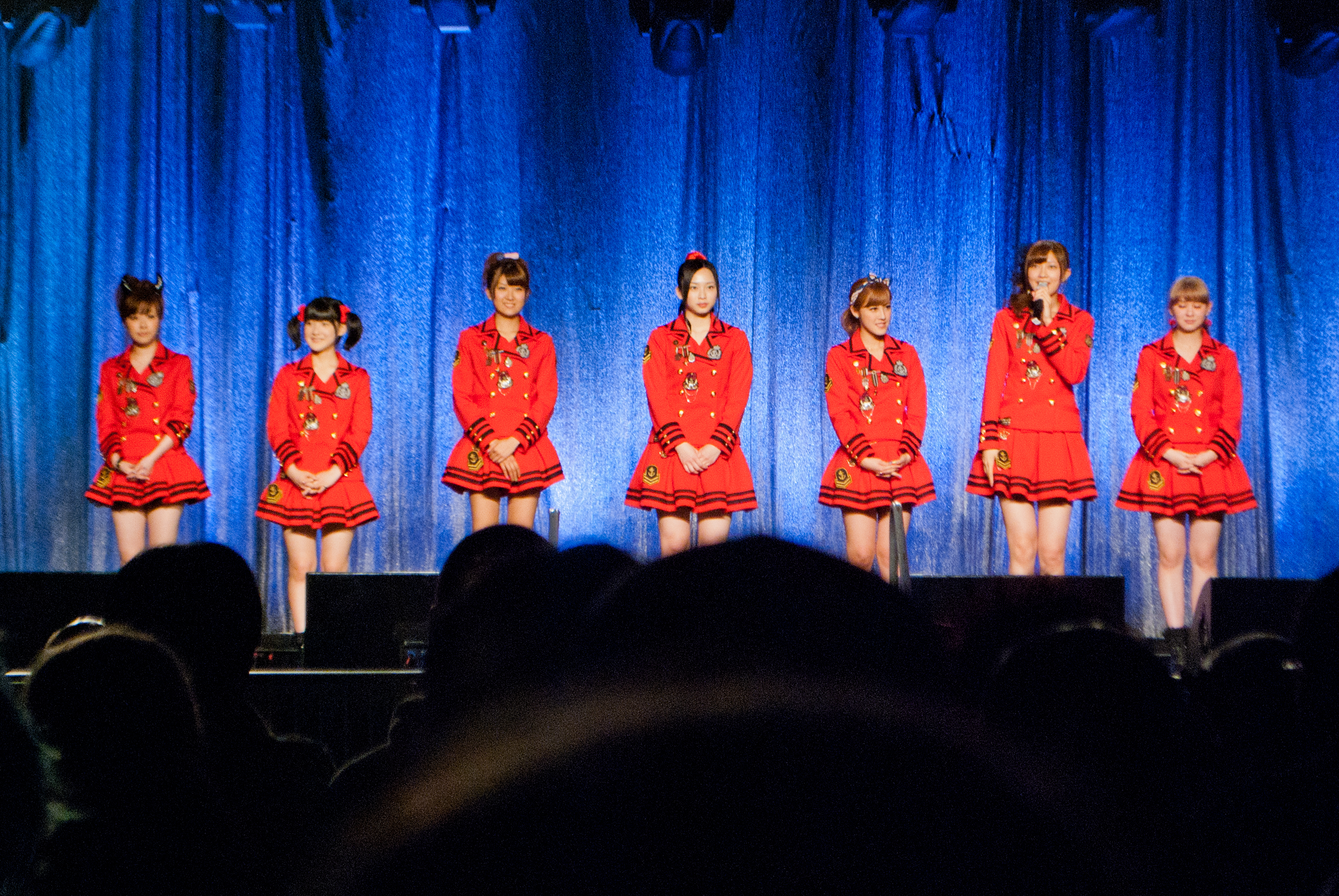
La formation en question, sur une photo prise antérieurement en 2012.

Membres du groupe créditées sur le single :
- Saki Shimizu
- Momoko Tsugunaga
- Chinami Tokunaga
- Māsa Sudō
- Miyabi Natsuyaki
- Yurina Kumai
- Risako Sugaya

## Liste des pistes

### Éditions régulières
CD de l'édition A
1. Romance wo Katatte (ロマンスを語って?)
2. Towa no Uta (永久の歌?)
3. Romance wo Katatte (Instrumental) (ロマンスを語って...?)
4. Towa no Uta (Instrumental) (永久の歌...?)

CD de l'édition B
1. Towa no Uta (永久の歌?)
2. Romance wo Katatte (ロマンスを語って?)
3. Towa no Uta (Instrumental) (永久の歌...?)
4. Romance wo Katatte (Instrumental) (ロマンスを語って...?)

### Éditions limitées
CD des éditions A et C
1. Romance wo Katatte (ロマンスを語って?)
2. Towa no Uta (永久の歌?)
3. Romance wo Katatte (Instrumental) (ロマンスを語って...?)
4. Towa no Uta (Instrumental) (永久の歌...?)

DVD de l'édition A
1. Romance wo Katatte (Music Video) (ロマンスを語って...?)

DVD de l'édition C
1. Romance wo Katatte (Dance Shot Ver.) (ロマンスを語って...?)
2. Romance wo Katatte (MV Jacket Satsuei Making & Off Shot Eizô) (ロマンスを語って (MV・ジャケット撮影メイキング＆オフショット映像)?)

CD des éditions B et D
1. Towa no Uta (永久の歌?)
2. Romance wo Katatte (ロマンスを語って?)
3. Towa no Uta (Instrumental) (永久の歌...?)
4. Romance wo Katatte (Instrumental) (ロマンスを語って...?)

DVD de l'édition B
1. Towa no Uta (Music Video) (永久の歌...?)

DVD de l'édition D
1. Towa no Uta (Dance Shot Ver.) (永久の歌...?)
2. Towa no Uta (MV Jacket Satsuei Making & Off Shot Eizô) (永久の歌 (MV・ジャケット撮影メイキング＆オフショット映像)?)